# Distoleon majungalensis
Distoleon majungalensis is een insect uit de familie van de mierenleeuwen (Myrmeleontidae), die tot de orde netvleugeligen (Neuroptera) behoort. 
Distoleon majungalensis is voor het eerst wetenschappelijk beschreven door Esben-Petersen in 1916.